# 源能有
源 能有（みなもと の よしあり、承和12年〈845年〉 - 寛平9年〈897年〉）は、平安時代前期の公卿。文徳天皇の皇子。官位は正三位・右大臣、贈正二位。号は近院大臣。

## 経歴
文徳天皇の皇子で、仁寿3年（853年）に時有・本有・載有ら兄弟とともに源姓を与えられ臣籍降下した。能有の多くの兄弟がこれと同様の道をたどり、その子孫は後世文徳源氏と呼ばれる。
貞観4年（862年）に従四位上に直叙されると、貞観8年（866年）加賀守、貞観11年（869年）大蔵卿を経て貞観14年（872年）には28歳にして早くも参議に任ぜられて公卿に列すなど、徐々に中央官界において頭角を顕し、弟の清和天皇それに続く陽成天皇の治世をよく輔けた。その能力は藤原基経からも評価され、その娘を娶っている。この間、元慶元年（877年）従三位、元慶6年（882年）中納言と順調に昇進するとともに、左兵衛督・左近衛中将・左衛門督・検非違使別当と武官も兼帯した。
宇多朝に入っても、引き続き寛平2年（890年）正三位、寛平3年（891年）大納言と順調に昇進する。宇多天皇の能有に対する信任は厚く、符宣上卿（太政官符を発給する際の上卿）として28回も名を連ね、『日本三代実録』編纂開始時には左大臣源融・右大臣藤原良世と先任の上卿2人がいるにもかかわらず撰国史所総裁を務めていること、寛平7年（895年）には位階昇進の人事草案を提出する擬階奏を行っている。いずれも、本来は摂関もしくは一上が務める慣例であったことから、寛平3年（891年）の藤原基経没後は、大臣の官職にあった源融・藤原良世がいずれも70歳を越えた高齢であったこともあり、能有が事実上の政権担当者として寛平の治を推し進めたと考えられている。この年の暮れには五畿内諸国別当に任じられ、翌寛平8年（896年）には平季長を山城国問民苦使に任じて、その報告を元にして院宮王臣家による土地の不法拡大を禁じる太政官符などの農民保護政策を打ち出している。この年には右大臣に昇るが、これを極官として、翌寛平9年（897年）6月8日に病により薨去。享年53。最終官位は右大臣正三位左近衛大将兼東宮傅。没後、正二位を贈られている。

## 人物
朝廷の儀礼や政務に通じた有能な人物として知られていた。
菅原道真と親しく、道真の詩文集『菅家文章』には能有に頼まれて自宅の竹を能有邸に移植した時の漢詩や能有追悼の漢詩が収録されている。また、宇多天皇も『寛平御遺誡』の中で右大臣（能有）を失った衝撃について触れている
。
勅撰歌人として、『古今和歌集』（3首）以下、勅撰和歌集に和歌作品4首が採られている。

## 官歴
注記のないものは『六国史』による。
- 仁寿3年（853年） 6月11日：臣籍降下（源朝臣）
- 貞観2年（860年） 9月19日：賜山城国宇治郡荒廃地1町338歩
- 貞観4年（862年） 正月7日：従四位上
- 貞観5年（863年） 4月7日：次侍従
- 貞観8年（866年） 正月13日：加賀守
- 貞観11年（869年） 2月16日：大蔵卿
- 貞観12年（870年） 正月25日：美濃権守
- 貞観14年（872年） 8月25日：参議、大蔵卿美濃権守如元。8月29日：兼左兵衛督[2]
- 貞観15年（873年） 正月15日：兼美濃守[2]
- 貞観16年（874年） 2月29日：右大弁、兼備中権守[2]、余官如故
- 貞観17年（875年） 正月7日：正四位下
- 貞観18年（876年） 正月14日：兼左近衛中将、権守如元[2]
- 元慶元年（877年） 11月21日：従三位
- 元慶2年（878年） 正月11日：左衛門督
- 元慶3年（879年） 正月11日：兼美濃権守[2]。4月5日：検非違使別当[2]
- 元慶4年（880年） 正月11日：兼近江権守[2]
- 元慶6年（882年） 正月10日：中納言
- 仁和4年（888年） 9月9日：兼民部卿、検非違使別当如元、止左衛門督[2]
- 仁和5年（889年） 正月16日：兼右近衛大将[2]。4月：兼皇太子傅[2]
- 寛平2年（890年） 正月7日：正三位[2]
- 寛平3年（891年） 3月19日：大納言[2]
- 寛平4年（892年） 5月10日：始奏弁官雑事[2]
- 寛平5年（893年） 正月11日：兼按察使[2]。2月22日：兼左近衛大将[2]。4月13日：兼皇太子傅[2]
- 寛平7年（895年） 8月16日：兼民部卿[2]。12月3日：五畿内諸国別当[2]
- 寛平8年（896年） 7月16日：右大臣[2]
- 寛平9年（897年） 6月8日：薨去（右大臣正三位左近衛大将兼東宮傅）。6月16日：贈正二位[注釈 1]

## 系譜
『尊卑分脈』による。
- 父：文徳天皇
- 母：伴氏
- 妻：藤原滋子
  - 女子：源厳子（?-879） - 清和天皇女御
- 妻：藤原基経の娘[注釈 3]
  - 女子：源昭子 - 藤原忠平室、師輔・師尹ら母
- 妻：大伴和武多麻呂の娘[3]
- 生母不詳の子女
  - 男子：源当元
  - 男子：源当時（868-921）
  - 男子：源当鑑
  - 男子：源当方
  - 男子：源当年
  - 男子：源当純
  - 男子：源当季（?-938[4]）
  - 女子：源柄子 - 貞純親王室

能有の男系の子孫には、後代保元の乱で活躍した源季実などが出ている。一方、女系に目を転じると、娘の昭子は藤原忠平の妻として師輔らを産み、同じく柄子は貞純親王の妻となって源経基を産んでいる。即ち、師輔以降の藤原摂関家と、経基以降の清和源氏という二つの大族に、その血統を伝えたことになる。